# Маршалек, Бернард
Бернард Маршалек (пол. Bernard Marszałek; 1976 — 30 апреля 2007, Варшава) — польский спортсмен, участник гонок на катерах.
Сын почётного польского гонщика Вальдемара Маршалка, брат Бартломея. Был чемпионом мира в классе O-350 (2003) и серебряным призёром чемпионата Европы в этом же классе (2002).
Был кандидатом на должность Министра спорта Польши.
Умер из-за приступа астмы в 2007 году. Был холост, не имел детей. Похоронен на Брудновском кладбище в Варшаве.